# Список населённых пунктов Гагинского района Нижегородской области
| Образование              | Населённые пункты в составе образования                                                                                                 |
| ------------------------ | --- |
| Большеаратский сельсовет | с. Большая Арать с. Баженово д. Малахово с. Сыченки                                                                                     |
| Ветошкинский сельсовет   | с. Ветошкино с. Андросово с. Барские Поляны с. Новоблаговещенское п. Раздолье д. Ройка д. Сурки п. Успенский                            |
| Гагинский сельсовет      | с. Гагино п. Баронский п. Грязный п. Малиновка д. Новодевичьи Горы с. Паново-Осаново п. Первомайский с. Субботино д. Тяпино д. Шерстино |
| Итмановский сельсовет    | с. Итманово |
| Какинский сельсовет      | с. Какино с. Зверево с. Смирново д. Сунгулово                                                                                           |
| Ломакинский сельсовет    | с. Ломакино с. Луш-Помры с. Соболево с. Сумароково с. Сурочки д. Ханинеевка                                                             |
| Ляпнинский сельсовет     | с. Ляпня с. Большая Уда с. Ивково п. Новая Николаевка д. Пекшать                                                                        |
| Моисеевский сельсовет    | с. Моисеевка п. Андреевка с. Гуленки с. Карауловка с. Осиновка д. Протасово д. Шумово                                                   |
| Покровский сельсовет     | с. Покров с. Исупово |
| Тархановский сельсовет   | с. Тарханово д. Зеленая с. Муратовка п. Новый Венец п. Стрелка с. Утка                                                                  |
| Ушаковский сельсовет     | с. Ушаково с. Глушенки д. Дарьино с. Новое Молчаново п. Черничиха                                                                       |
| Юрьевский сельсовет      | с. Юрьево с. Березники с. Воронцово с. Калинино с. Курбатово с. Мишуково с. Никольское с. Ново-Еделево с. Паново-Леонтьево              |

## Источник
Населённые пункты Гагинского района